# Linux User Group
En Linux User Group ("Linuxanvändargrupp") eller Linux Users' Group ("Linuxanvändaregrupp") (LUG) är en privat, i allmänhet icke vinstinriktad organisation som tillhandahåller stöd och /eller utbildning för GNU/Linuxanvändare. Detta gäller i synnerhet för oerfarna användare. Termen refererar vanligast till lokala grupper som möts öga mot öga. Den används också för att referera till stödgrupper på internet som måhända har medlemmar spridda över ett väldigt stort område och som inte organiserar sig eller inte är baserade kring fysiska möten. Det finns också liknande organisationer så som FreeBSD User Group (BUG).
Free Software Foundation listar inte "Linux user groups" på sin webbplats, men är villig att lista "GNU/Linux user groups" om grupperna ändrar sina namn för att rätta sig efter de riktlinjer FSF har.

## Lokala LUGs
Lokala Linux User Groups möts (oftast per vecka eller månad) för att tillhandahålla stöd och/eller arrangera och anordna presentationer för användare av GNU/Linux, särskilt för oerfarna användare. LUGs är mer viktigt för GNU/Linuxanvändare än andra sorters användargrupper, eftersom GNU/Linux inte domineras av något specifikt företag eller institution. GNU/Linux har övervägande stöd för användare och visst stöd är enklare att få via telefon eller personlig direktkontakt än genom e-brev eller USENET. LUGs fokuserar fortfarande främst på hobbyanvändare och professionella som är engagerade i självlärning.
SVLUG är bland de äldsta och största LUGs. Den formades ursprungligen som en Special Interest Group för Silicon Valleys Computer Society. Daniel Kionka grundade den för att ge stöd åt Xenix och "low cost PC UNIX systems" ("lågkostnadsPCUnixsystem").

### Typiska aktiviteter

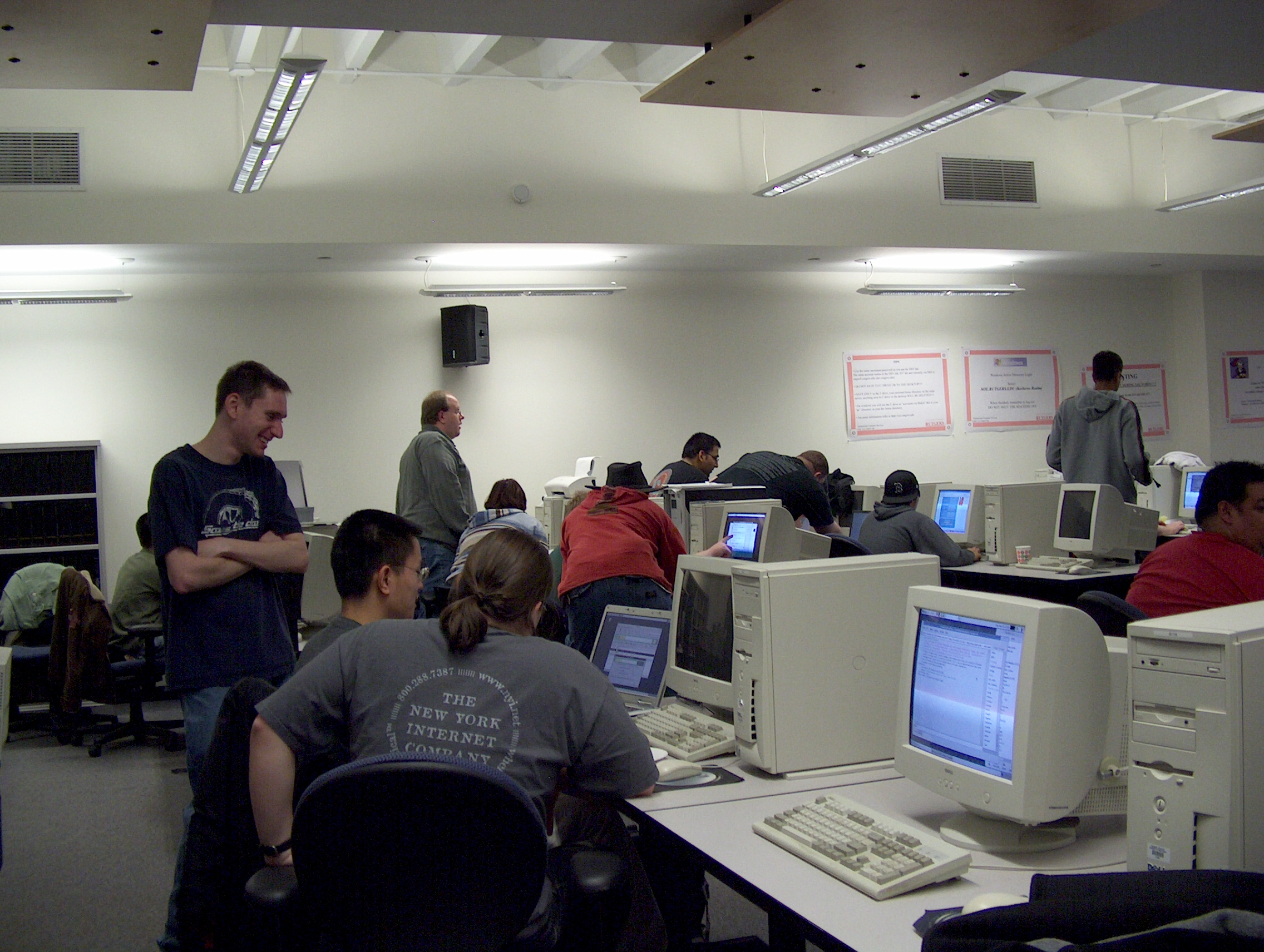
Installeringsfest anordnad av Rutgers University Student Linux Users' Group. Foto: MJKazin.

LUGs möts oftast en gång per månad i lokaler som tillhandahålls utan kostnad av till exempel universitet, privata företag, högskolor eller bankettrum på restauranger. Ett exempel är Silicon Valleys SVLUG som möttes i tio års tid på baksidan av en Carl's Jr.-restaurang. Den har mötts de senaste åren i mötesrum hos Cisco Systems och mer nyligen hos Symantec. I liknande stil har the BALUG (SF Bay Area LUG) alltid mötts i ett bankettrum ovanför the Four Seas Restaurant i San Franciscos Chinatown.
De flesta LUGs är kostnadsfria och kräver ingen månads- eller årsavgift. Medlemmarna uppmuntras i många fall till att bli stamkunder hos arrangörerna (speciellt genom att köpa maträtter på restaurangmöten). The Home Unix Machine Brisbane har sällan installeringspartyn eftersom den har ett ovanligt sätt att mötas på: användarna tar med sig sina datorer till mötena och arbetar på problemen hands on. På varje möte färdigställs talrika GNU/Linuxinstallationer.
Några LUGs är informella konferenser eller bordsdiskussioner. Vid sådana här tillställningar sitter medlemmar helt sonika ned och småpratar om GNU/Linuxrelaterade ämnen. En del tillhandahåller formella presentationer. Exempelvis har Linus Torvalds, vid ett flertal tillfällen, pratat med SVLUG eller BALUG (vilka ligger nära hans förra hem i Silicon Valley) och Hans Reiser (skapare av ReiserFS) presenterade sina tidiga designplaner på ett SVLUGmöte. Presentatörer kan vara vem som helst i gemenskapen som har något intressant att säga. Företag sponsrar eller uppmuntrar ibland sina anställda att närvara vid ett LUGmöte och tala om samt befrämja sitt företags produkter. LUGmöten tillhandahåller ofta en möjlighet för medlemmar och gäster att göra annonseringar. Det här gäller speciellt jobberbjudanden och/eller önskningar om assistans (som kan bestå i gratis eller professionell rådgivning), och sälja eller skänka bort hårdvara "till ett bra hem".
Många LUGs anordnar även installeringsfester där erfarna användare har möjligheter att hjälpa andra, särskilt nybörjare, med installation samt konfiguration av GNU/Linuxsystem.

## LUGs på internet
Det är inte alla stödgrupper för GNU/Linux som refererar till sig själva som "en LUG". Ibland är användandet av ordet (som i Linux User Group HOWTO) tänkt att specifikt referera till grupper av GNU/Linuxanvändare vilka organiserar regelbundna möten.
LUGs på internet använder sändlistor och IRC som sina primära metoder för kommunikation. Att medlemmar möts rent fysiskt sker sällan eller aldrig. Som fallet är med lokala LUGs är några grupper begränsade till tekniska diskussioner och andra söker forma sociala band mellan GNU/Linuxanvändare genom att erbjuda "chat"- eller "off topic"-forum.
Anledningarna till att forma eller gå med en internetLUG varierar. Några medlemmar av internetLUGs är kanske relativt isolerade utan tillgång till en lokal LUG eller med enbart en handfull GNU/Linuxanvändare i sitt område. En del GNU/Linuxanvändare är inte nöjda med sin lokala LUG till exempel på grund av dess storlek eller atmosfär. Onlinegruppen LinuxChix är ett exempel på detta. Den är en världsomfattande LUG och social grupp för kvinnliga GNU/Linuxanvändare. Den grundades därför att vissa kvinnor upplevde aggression och otrevlighet i andra GNU/Linuxforum. Den potentiella medlemsbasen hos en internetLUG gör att den passar för personer som söker hjälp för mer obskyra eller svåra problem. Några GNU/Linuxanvändare är med i både en lokal LUG och en internetLUG.

## Exempel
- Den nya ekonomin